# Grafenwörth
Grafenwörth ist eine Marktgemeinde mit 3329 Einwohnern (Stand 1. Jänner 2025) im Bezirk Tulln in Niederösterreich.

## Geografie
Grafenwörth liegt westlich von Wien im westlichen Tullnerfeld nördlich der Donau in Niederösterreich. Der Ort liegt an einem Mündungsarm des Kamp in die Donau. Im Norden hat die Gemeinde Anteil am Wagram.
Die Fläche der Marktgemeinde umfasst 46,4 Quadratkilometer. 19,06 Prozent der Fläche sind bewaldet.

### Gemeindegliederung
Das Gemeindegebiet umfasst folgende sechs Ortschaften (in Klammern Einwohnerzahl Stand 1. Jänner 2025):
- Feuersbrunn (569)
- Grafenwörth (1463) samt Waasen
- Jettsdorf (355) samt Badeteich und Kirchwegsiedlung
- St. Johann (179)
- Seebarn am Wagram (380)
- Wagram am Wagram (383)

Die Gemeinde besteht aus den Katastralgemeinden Feuersbrunn, Grafenwörth, Jettsdorf, Seebarn am Wagram, St. Johann und Wagram am Wagram.

### Nachbargemeinden
| Straß (Krems)           |             | Fels      |
| Grafenegg (Krems)       | Kompass     | Kirchberg |
| Traismauer (St. Pölten) | Zwentendorf |           |

## Geschichte

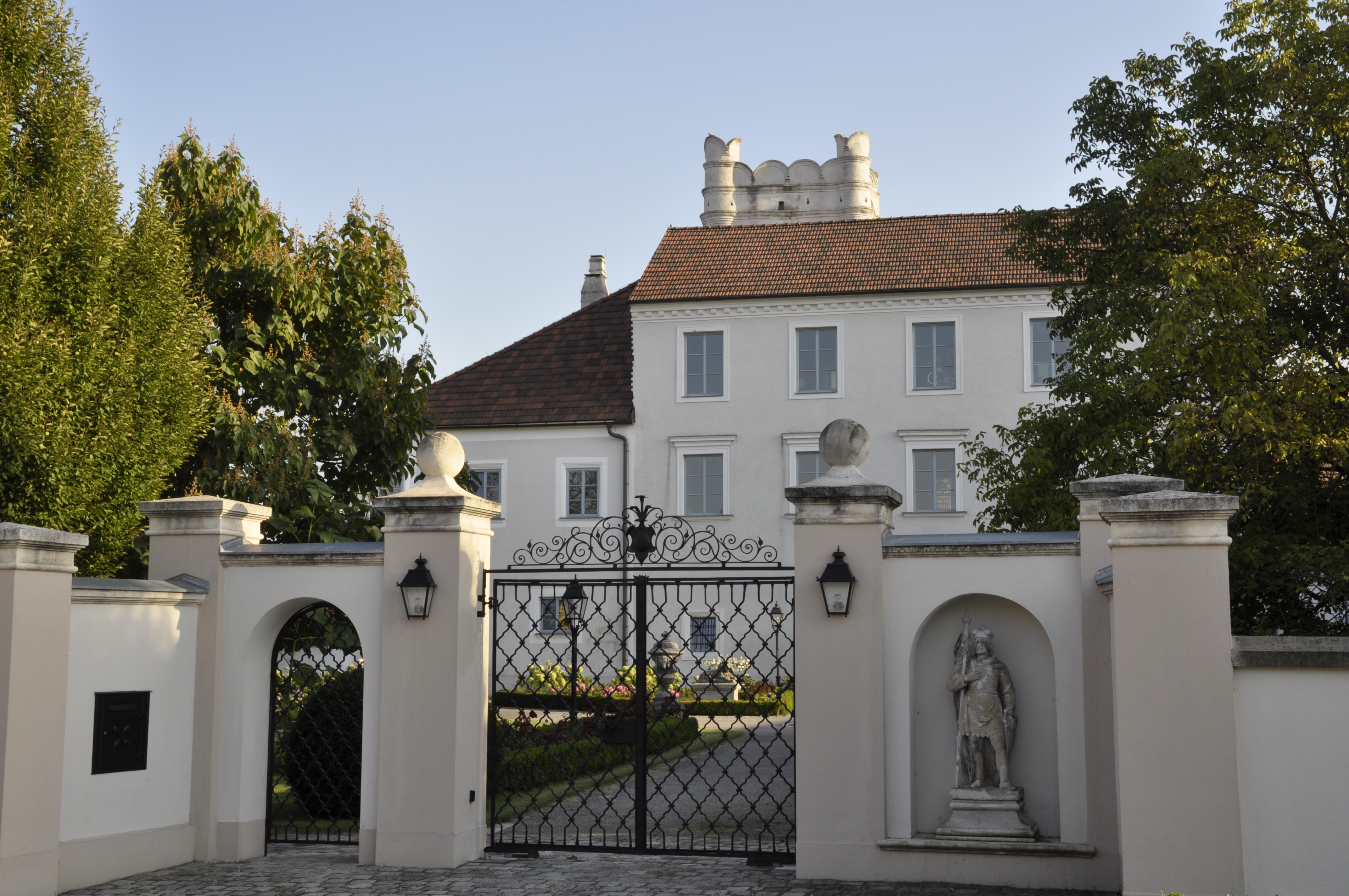
Schloss Seebarn am Wagram

Dass das Gemeindegebiet bereits in der jüngeren Altsteinzeit besiedelt war, zeigen Funde von Werkzeugen, Tier- und Kohleresten im Weinland und am Wagram. Gefunden wurden ebenfalls Belege aus der Bronzezeit. Aus der Hallstattzeit stammen Flachgräber mit reichen keramischen Beigaben und aus der Keltenzeit die Überreste zweier Töpferöfen. Am Wagram wurden Fundamente von sechs germanischen Grubenhäusern ausgegraben. Die Funde können heute im Freilichtmuseum in Elsarn im Straßertal besichtigt werden.
Die erste urkundliche Erwähnung als Wert (Wörth) stammt aus einer Traditionsnotiz des Bistums Freising aus der Zeit 1119/21. Ende des 13. Jahrhunderts wurde der Name auf Graevenwerde erweitert, dieser Name scheint erstmals 1280 in einer Traditionsnotiz des Stiftes Heiligenkreuz auf.
Die Siedlung entwickelte sich aus einem Straßendorf am Mühlkamp um die Burg der milites Otto und Leo fratres de Gravenwerde, die 1295 genannt wird, und einem Haufendorf um die alte Pfarrkirche.
Der Ort und sein Umland wurden mehrfach von Hochwasser überflutet. So etwa am 4. Juli 1670, wie der damalige Schulmeister und Organist Johann Paul Geispöckh 1768 berichtete. Das Grafenwörther Ratsprotokoll aus dem Jahre 1768 vermerkt, in der Nacht vom 24. auf den 25. Februar habe sich „eine grosse Wasser Eisgiess eilens aifeinmal ergeben“, das ein „Erd-Biten“ (Erdbeben) bewirkte. Im Jahr 2002 wurde Grafenwörth wieder von einem verheerenden Donauhochwasser 2002 heimgesucht. Im Süden drang die Donau über die Ufer und vom Norden flutete der Kamp den Ort.
Laut Adressbuch von Österreich waren im Jahr 1938 in der Marktgemeinde Grafenwörth ein Arzt, zwei Bäcker, drei Binder, drei Dachdecker, ein Eisenwarenhändler, drei Fleischer, zwei Friseure, drei Gastwirte, drei Gemischtwarenhändler, ein Glaser, eine Hebamme, ein Konsumverein, drei Landesproduktehändler, ein Maler, eine Mühle, ein Rauchfangkehrer, ein Sattler, ein Schlosser, zwei Schmiede, zwei Schneider und vier Schneiderinnen, fünf Schuster, ein Spengler, zwei Tischler, drei Viehhändler, ein Wagner, ein Zahntechniker und mehrere Landwirte ansässig.
Im Jahr 2019 war der damals dort geplante buddhistische Stupa Gegenstand einer richtungsweisenden Entscheidung des österreichischen Verfassungsgerichtshofes. Die Proteste bestimmter Bevölkerungsgruppen gegen die erteilte Baugenehmigung wurden rechtlich in oberster Distanz entkräftet, da die protestierenden Eigentümer nur Grundstück im Grünland besaßen. Der Bau wurde im selben Jahr fertiggestellt und 2023 eingeweiht.
Das Bauprojekt Sonnenweiher der 2020er war mit Grundstücksgeschäften verbunden, die als dubios angesehen wurden und 2023 österreichweite Berichterstattung auslösten.

### Einwohnerentwicklung

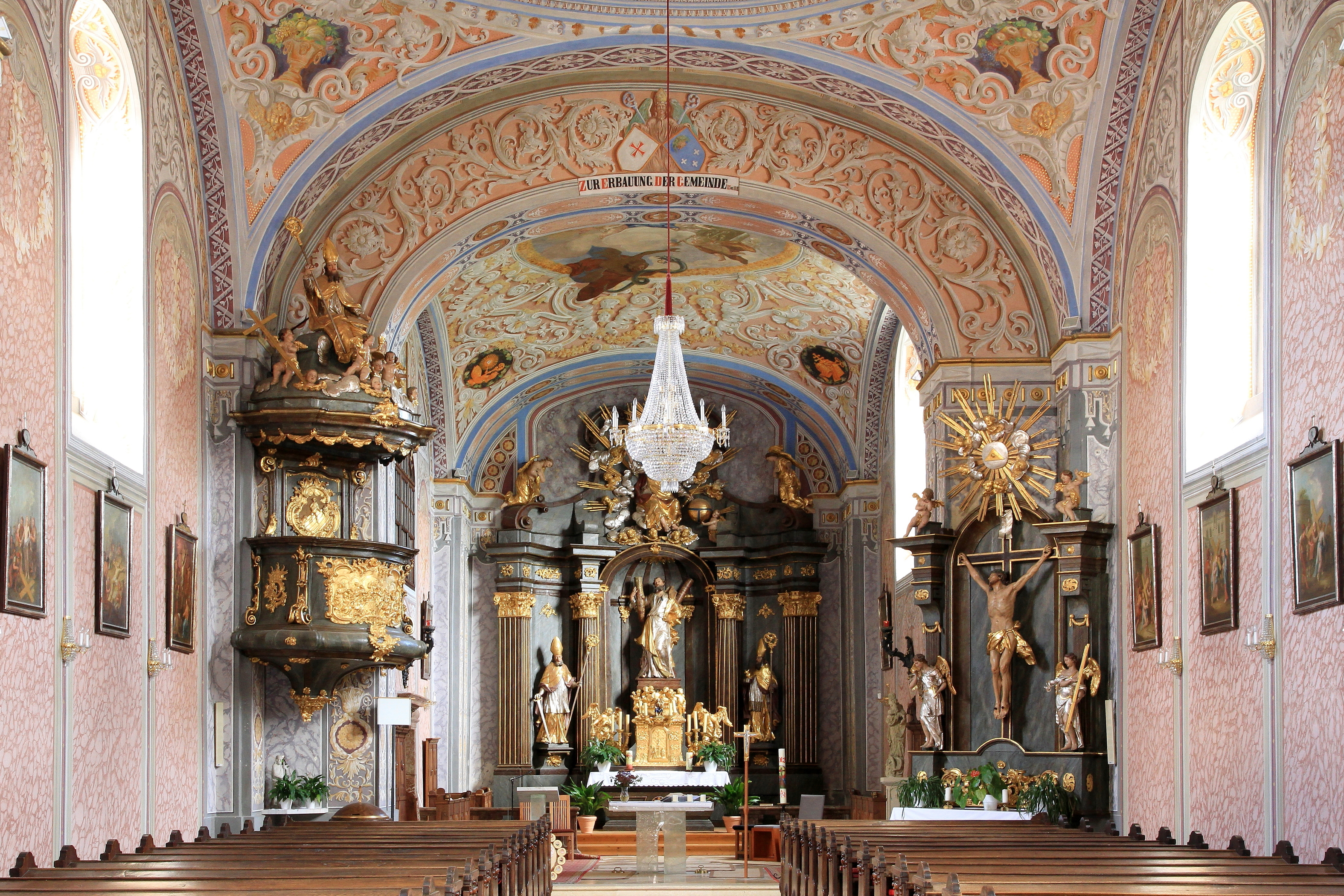
Pfarrkirche Grafenwörth

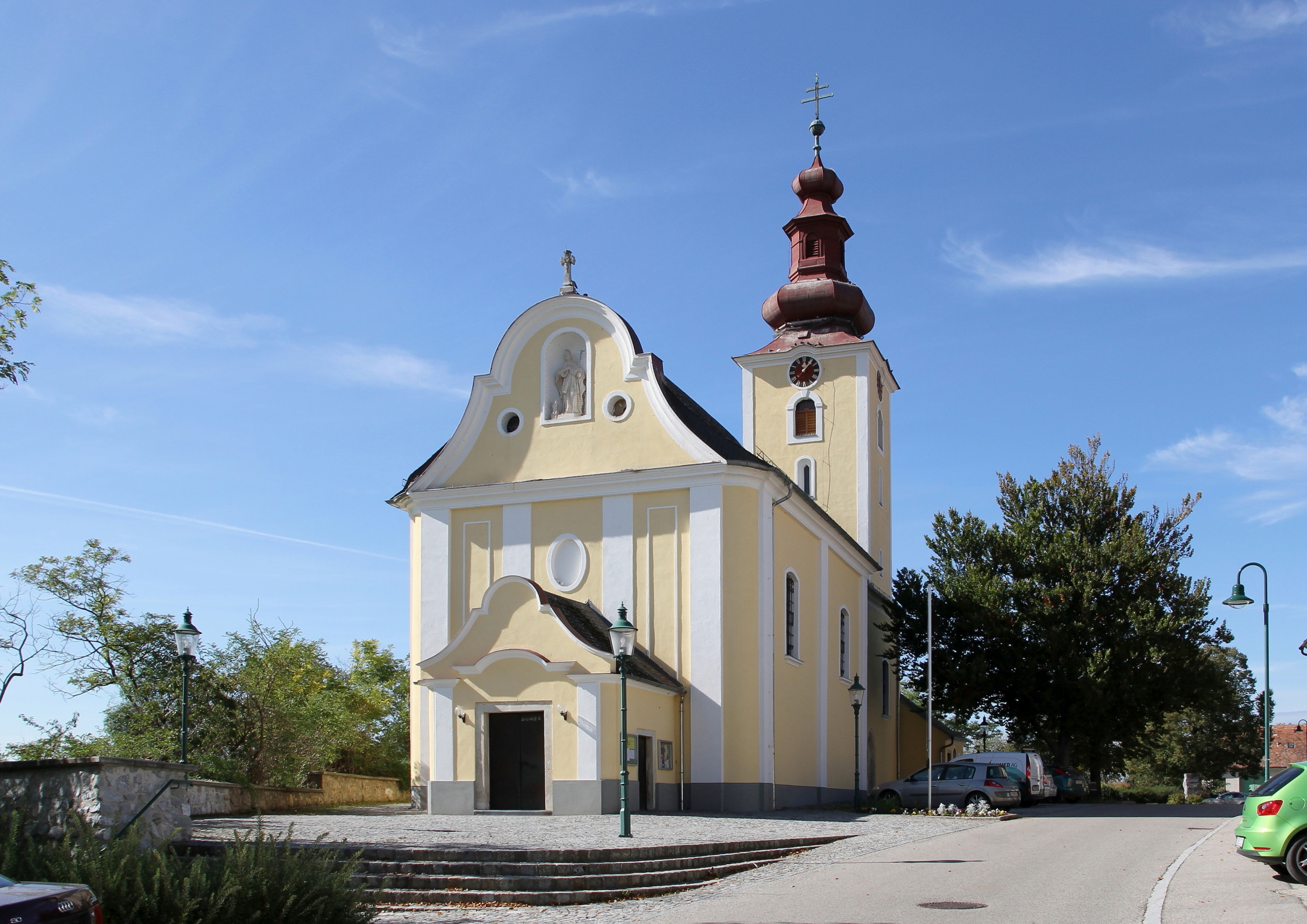
Pfarrkirche Feuersbrunn

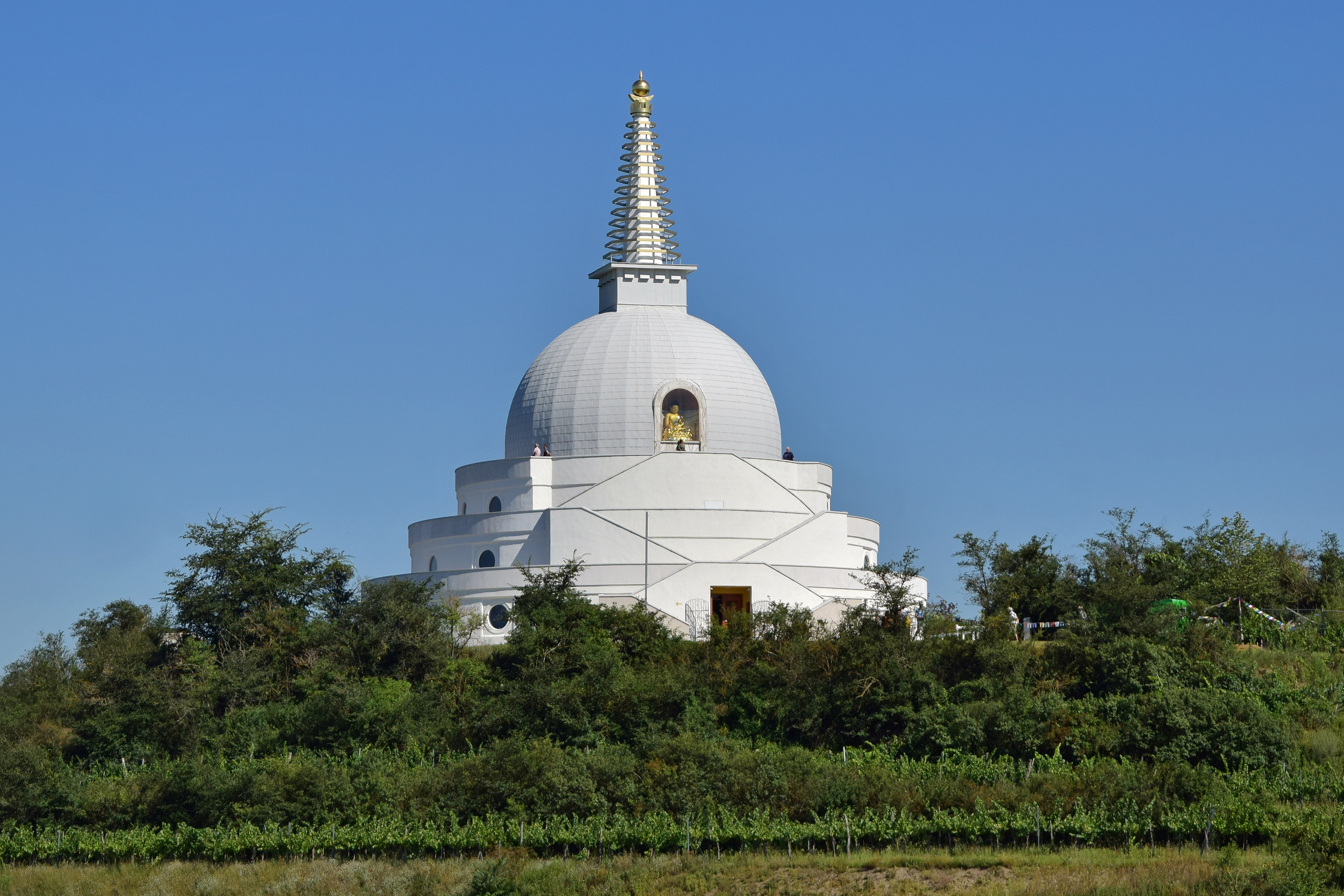
Stupa am Wagram

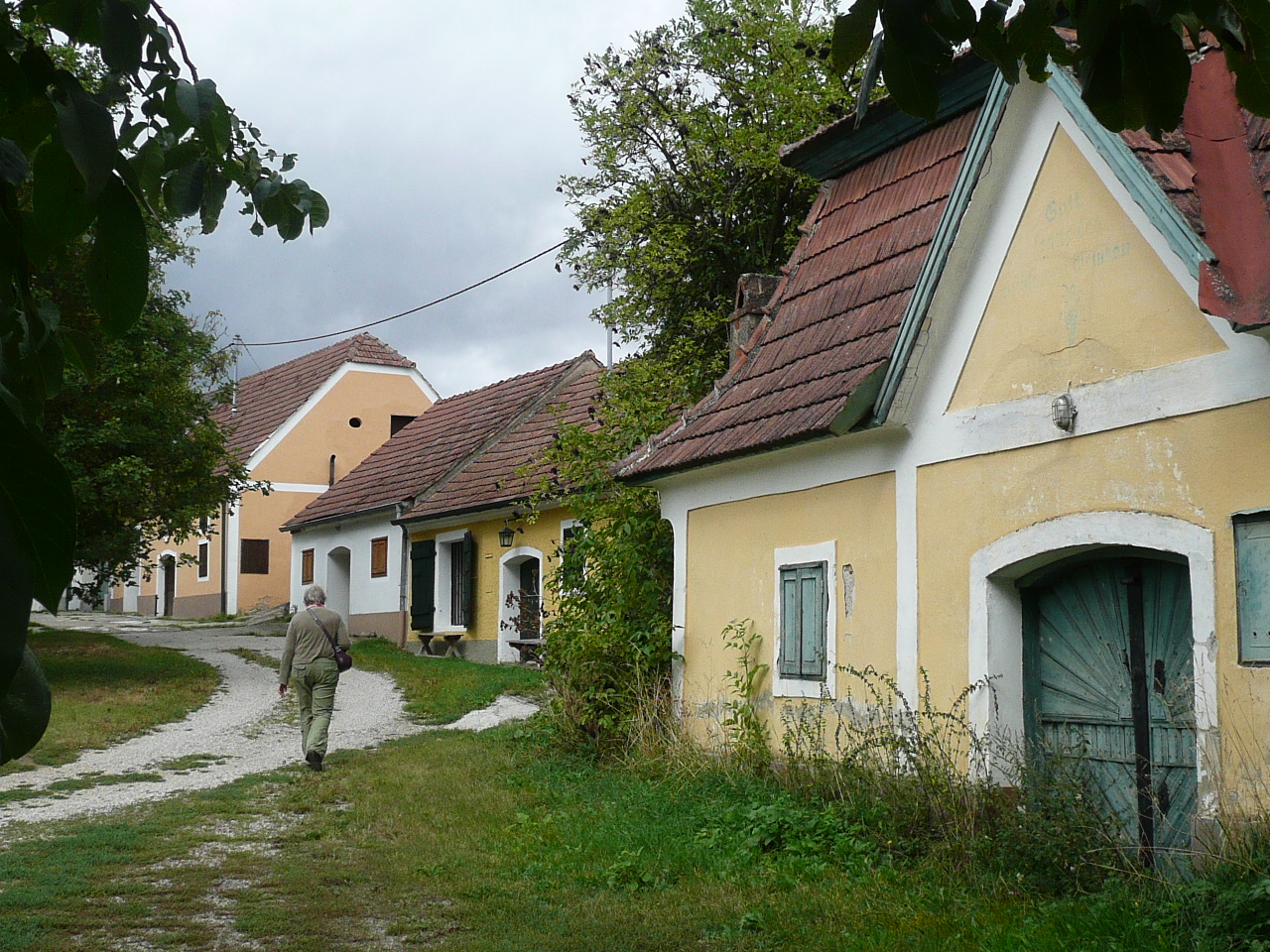
Kellergasse Feuersbrunn

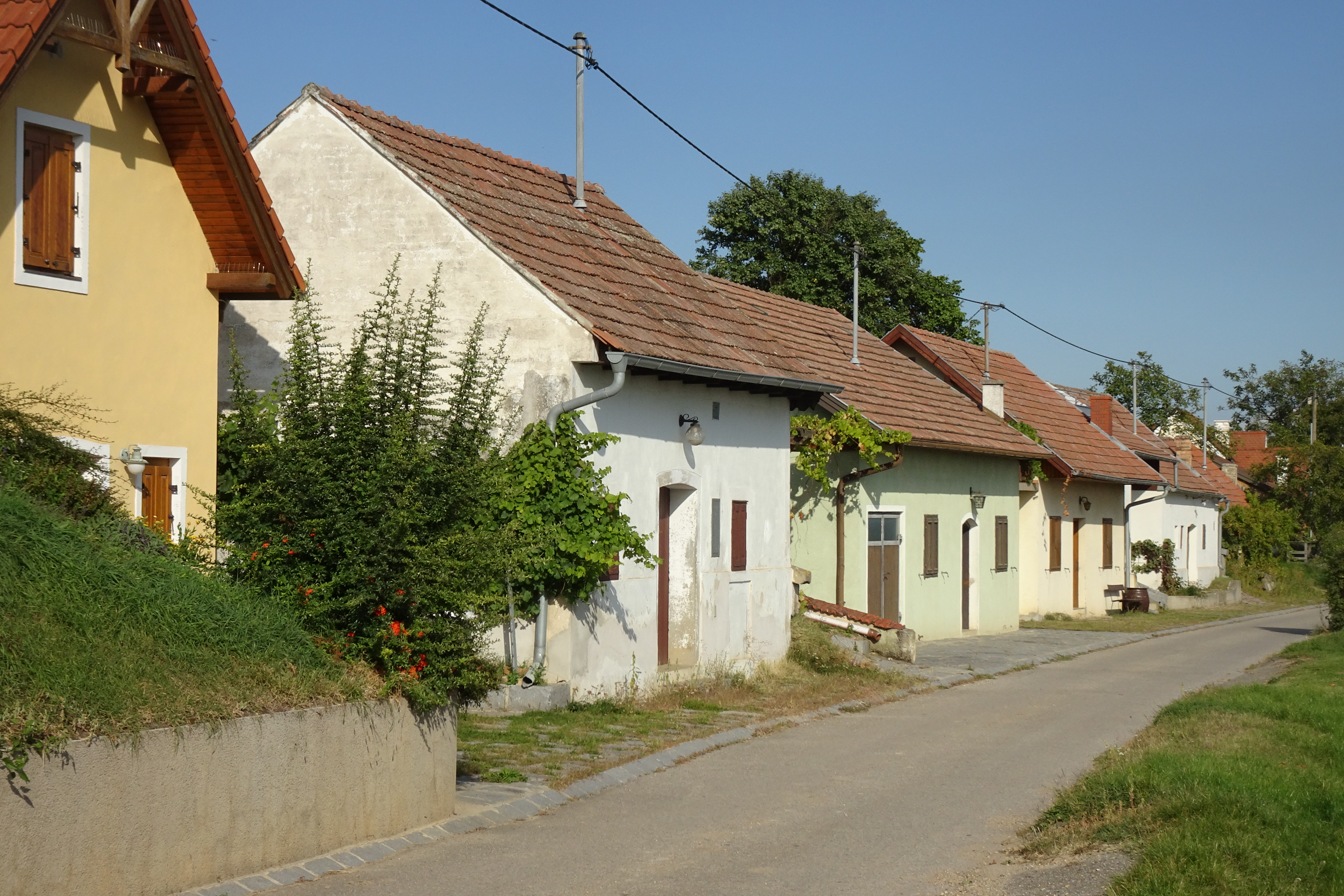
Kellergasse Loiner-Broidl in Feuersbrunn

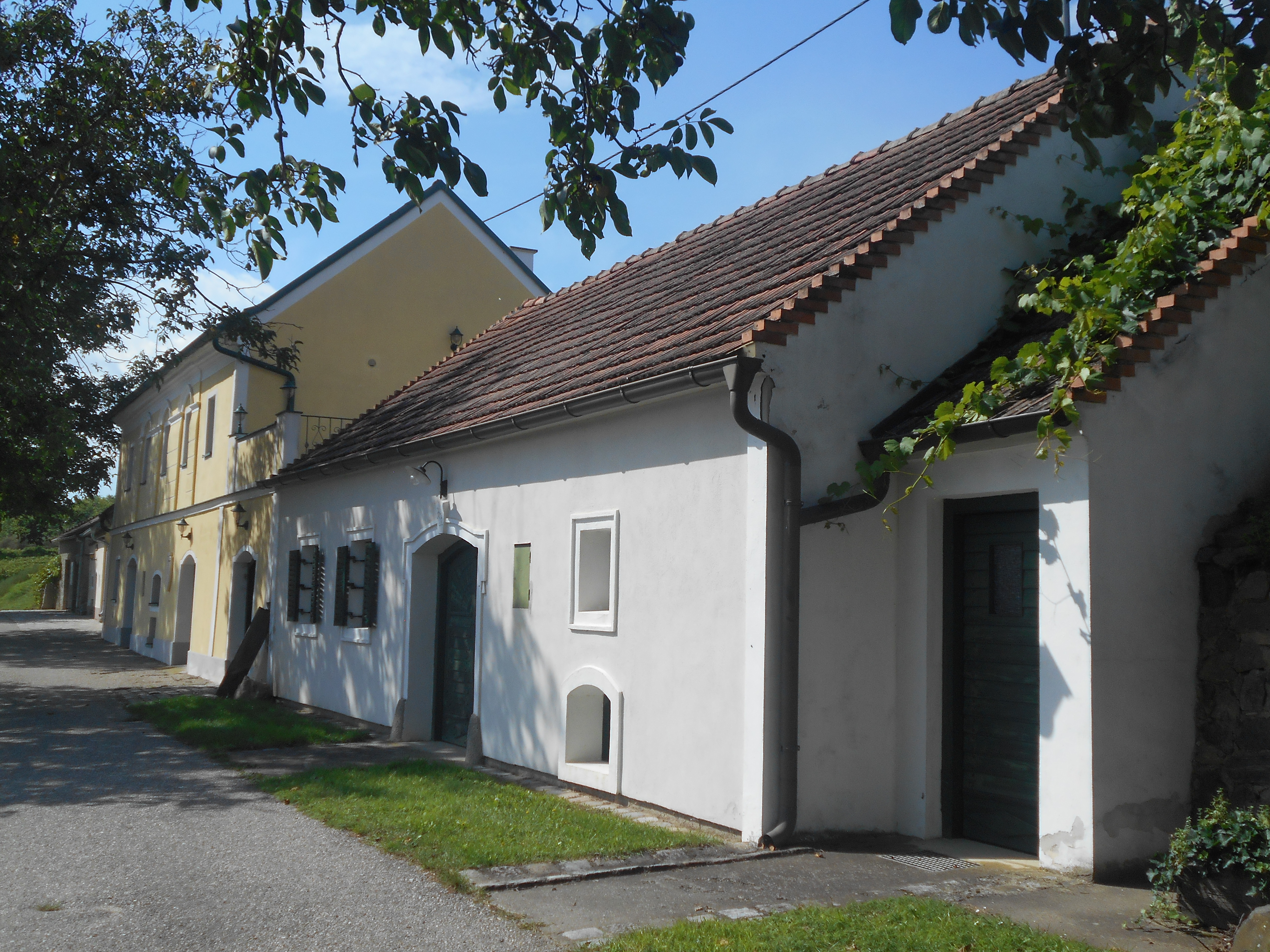
Die Wora-Kellergasse in Wagram am Wagram

| Grafenwörth: Einwohnerzahlen von 1869 bis 2025      | Grafenwörth: Einwohnerzahlen von 1869 bis 2025 | Grafenwörth: Einwohnerzahlen von 1869 bis 2025 | Grafenwörth: Einwohnerzahlen von 1869 bis 2025 | Grafenwörth: Einwohnerzahlen von 1869 bis 2025 |
| --------------------------------------------------- | ---------------------------------------------- | ---------------------------------------------- | ---------------------------------------------- | ---------------------------------------------- |
| Jahr                                                |                                                |                                                |                                                | Einwohner                                      |
| 1869                                                | 1869                                           |                                                | 3.055                                          | 3.055                                          |
| 1880                                                | 1880                                           |                                                | 3.068                                          | 3.068                                          |
| 1890                                                | 1890                                           |                                                | 3.180                                          | 3.180                                          |
| 1900                                                | 1900                                           |                                                | 3.195                                          | 3.195                                          |
| 1910                                                | 1910                                           |                                                | 3.371                                          | 3.371                                          |
| 1923                                                | 1923                                           |                                                | 3.124                                          | 3.124                                          |
| 1934                                                | 1934                                           |                                                | 2.873                                          | 2.873                                          |
| 1939                                                | 1939                                           |                                                | 2.682                                          | 2.682                                          |
| 1951                                                | 1951                                           |                                                | 2.505                                          | 2.505                                          |
| 1961                                                | 1961                                           |                                                | 2.310                                          | 2.310                                          |
| 1971                                                | 1971                                           |                                                | 2.280                                          | 2.280                                          |
| 1981                                                | 1981                                           |                                                | 2.238                                          | 2.238                                          |
| 1991                                                | 1991                                           |                                                | 2.404                                          | 2.404                                          |
| 2001                                                | 2001                                           |                                                | 2.615                                          | 2.615                                          |
| 2011                                                | 2011                                           |                                                | 3.021                                          | 3.021                                          |
| 2021                                                | 2021                                           |                                                | 3.222                                          | 3.222                                          |
| 2025                                                | 2025                                           |                                                | 3.329                                          | 3.329                                          |
| Quelle(n): Statistik Austria, Gebietsstand 1.1.2021 |                                                |                                                |                                                |                                                |

## Kultur und Sehenswürdigkeiten

### Bauwerke
- Schloss Seebarn am Wagram
- Katholische Pfarrkirche Grafenwörth hl. Andreas: Die Kirche wurde 1791 im josephinischen Stil errichtet. Die Hochaltarskulpturen sind ein Werk von Johann Schmidt, Vater vom sogenannten „Kremser Schmidt“, und die Deckenfresken schuf Leopold Mitterhofer, ein Schüler des Kremser Schmidt.[6]
- Katholische Pfarrkirche Feuersbrunn hl. Ägidius
- Stupa am Wagram (Auch Friedensstupa): 2016–2019 erbaut.

### Vereine
- Die Marktgemeinde verfügt über zwei Musikvereine, den Musikverein Grafenwörth[7] und den Musikverein Feuersbrunn.[8]

## Wirtschaft und Infrastruktur

### Wirtschaftssektoren
Von den 105 landwirtschaftlichen Betrieben des Jahres 2010 waren 59 Vollerwerbsbauern. Diese bewirtschafteten 79 Prozent der Flächen. Im Produktionssektor arbeiteten 57 Erwerbstätige in der Bauwirtschaft, 25 im Bereich Herstellung von Waren, 11 im Bergbau und 2 in der Wasserver- und Abfallentsorgung. Die wichtigsten Arbeitgeber des Dienstleistungssektors waren die Bereiche soziale und öffentliche Dienste (188), Handel (115), Verkehr (56) und Beherbergung und Gastronomie (50 Mitarbeiter).
| Wirtschaftssektor            | Anzahl Betriebe | Anzahl Betriebe | Erwerbstätige | Erwerbstätige |
| Wirtschaftssektor            | 2011            | 2001            | 2011          | 2001          |
| ---------------------------- | --------------- | --------------- | ------------- | ------------- |
| Land- und Forstwirtschaft 1) | 105             | 181             | 117           | 127           |
| Produktion                   | 25              | 19              | 95            | 126           |
| Dienstleistung               | 142             | 65              | 463           | 210           |

1) Betriebe mit Fläche in den Jahren 2010 und 1999

### Arbeitsmarkt, Pendeln
Im Jahr 2011 lebten 1455 Erwerbstätige in Grafenwörth. Davon arbeiteten 355 in der Gemeinde, drei Viertel pendelten aus.

### Öffentliche Einrichtungen
In Grafenwörth befinden sich drei Kindergärten und eine Volksschule.

### Verkehr
- Eisenbahn: Vom Bahnhof Wagram-Grafenegg gibt es Verbindungen nach Krems und Wien.[15]
- Straße: Mit der Kamptal Straße B34 im Norden, der Stockerauer Schnellstraße S5 mit der Auffahrt Grafenwörth im Süden und der Kremser Schnellstraße S33 hat Grafenwörth leistungsfähige Verbindungen nach Krems, St. Pölten und Wien.

## Energiegewinnung
Grafenwörth ist seit September 2023 bilanziell energieautark. Durch die Nutzung des Kleinkraftwerkes und die Errichtung bzw. Erweiterung von insgesamt 15 Photovoltaikanlagen auf öffentlichen Gebäuden kann ab Herbst 2023 mehr Strom erzeugt werden, als für öffentliche Einrichtungen und Straßenbeleuchtung aufgewendet werden muss. Auf einem bisher ungenutzten stehenden Gewässer wird eine schwimmende Photovoltaikanlage von EVN und Ecowind errichtet. Mit 24,5 MWpeak geht sie als größte Floating PV-Anlage Mitteleuropas im Frühjahr 2023 in Betrieb. Eine weitere schwimmende Photovoltaikanlage mit Aussicht auf Bürgerbeteiligung oder Energiegemeinschaft ist geplant.

## Politik

### Gemeinderat
Der Gemeinderat hat 23 Mitglieder.
- Mit den Gemeinderatswahlen in Niederösterreich 1990 hatte der Gemeinderat folgende Verteilung: 16 ÖVP und 5 SPÖ.
- Mit den Gemeinderatswahlen in Niederösterreich 1995 hatte der Gemeinderat folgende Verteilung: 13 ÖVP, 5 SPÖ und 3 FPÖ.[17]
- Mit den Gemeinderatswahlen in Niederösterreich 2000 hatte der Gemeinderat folgende Verteilung: 14 ÖVP, 6 SPÖ und 1 FPÖ.[18]
- Mit den Gemeinderatswahlen in Niederösterreich 2005 hatte der Gemeinderat folgende Verteilung: 15 ÖVP, 5 SPÖ und 1 FPÖ.[19]
- Mit den Gemeinderatswahlen in Niederösterreich 2010 hatte der Gemeinderat folgende Verteilung: 16 ÖVP, 4 SPÖ und 1 FPÖ.[20] (21 Mitglieder)
- Mit den Gemeinderatswahlen in Niederösterreich 2015 hatte der Gemeinderat folgende Verteilung: 15 ÖVP, 5 SPÖ und 3 BFB–Bürger für Bürger.[21]
- Mit den Gemeinderatswahlen in Niederösterreich 2020 hat der Gemeinderat folgende Verteilung: 15 ÖVP, 5 SPÖ und 3 BFB–Bürger für Bürger.[22]
- Mit den Gemeinderatswahlen in Niederösterreich 2025 hat der Gemeinderat folgende Verteilung: 13 ÖVP, 5 SPÖ, 4 BNP (Die bürgernahe Partei) und 1 BFB (Bürger für Bürger).[23]

### Bürgermeister
- seit 1990 Alfred Riedl (ÖVP)

### Gemeindepartnerschaften
Die Gemeinde unterhält Partnerschaften mit:
- Raiding im Burgenland, seit 2013
- Grafenwöhr in Bayern, Deutschland, seit 1995
- Serravalle Pistoiese im Norden der Toskana, Italien, seit 2006

## Persönlichkeiten
- Konrad von Fußesbrunnen, geistlicher Dichter des hohen Mittelalters, urkundlich 1182 belegt
- Martin Johann Schmidt, genannt Kremser Schmidt (1718–1801), herausragender Barockmaler (Spätbarock/Rokoko)
- Wilhelm Eder (1780–1866), Abt, Politiker
- Johann Michael Leonhard (1782–1863), Geistlicher, Bischof von St. Pölten und Militärbischof
- Ferdinand Dinstl (1788–1873), Jurist, Bürgermeister von Krems und Mitglied der Frankfurter Nationalversammlung
- Karl Pippich (1862–1932), Genre-, Landschafts- und Militärmaler
- E. W. Emo (1898–1975), Filmregisseur
- Maria Grausenburger (1901–1973), Bäuerin und Kriegswitwe, lebte in Grafenwörth und nahm Ende 1944 eine ungarische jüdische Flüchtlingsfamilie bei sich auf; vom Yad Vashem in Jerusalem als Gerechte unter den Völkern ausgezeichnet, 2010 wurde ihr in Grafenwörth ein Denkmal errichtet.[25]
- Anton Fellner (1927–1997), Journalist und Generalsekretär der Wiener Diözesansynode
- Alfred Riedl (* 1952), Politiker und Präsident des österreichischen Gemeindebundes